# Pfarrhof (Geisenfeld)

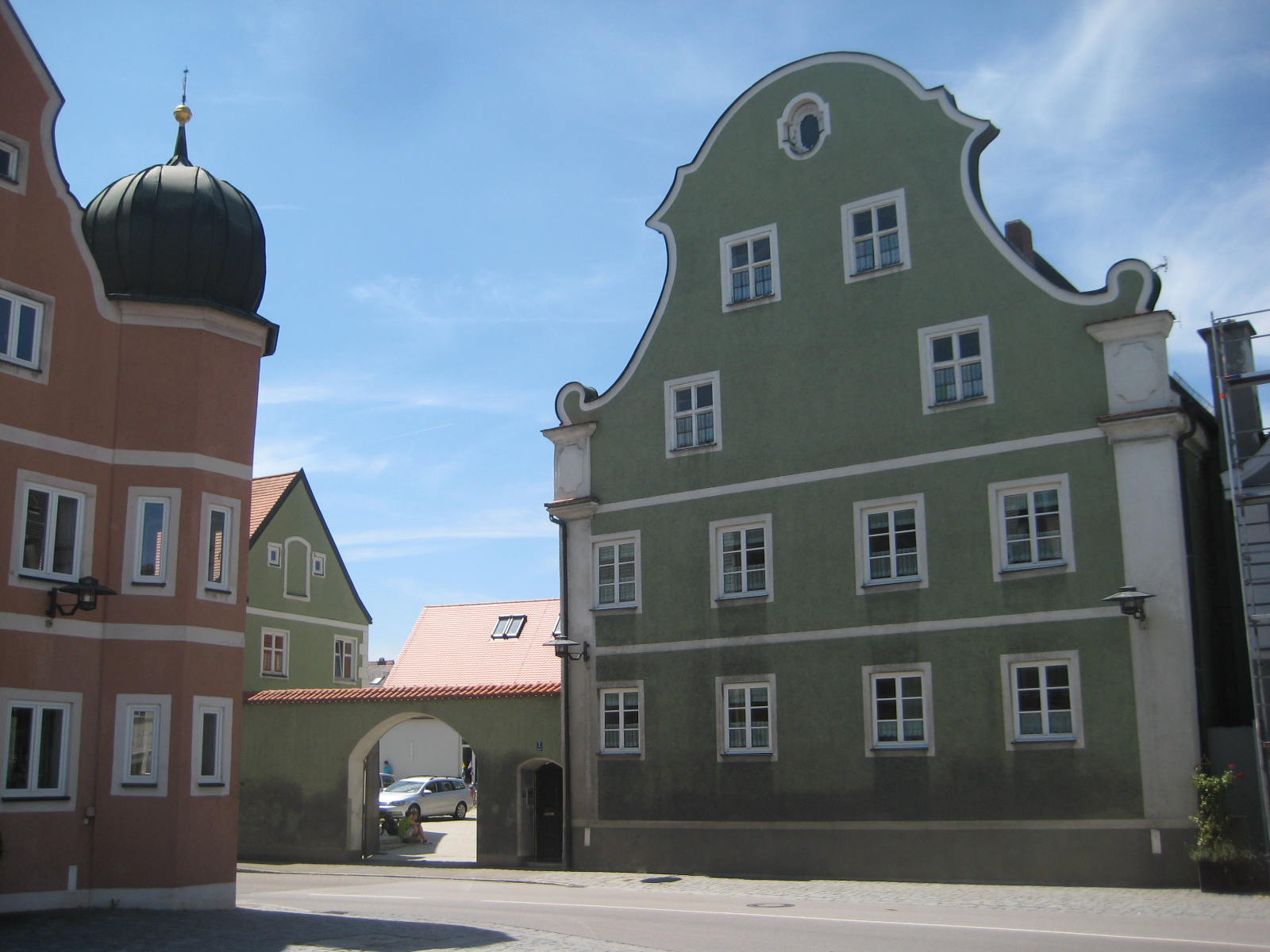
Pfarrhof in Geisenfeld

Der Pfarrhof in Geisenfeld, einer Stadt im oberbayerischen Landkreis Pfaffenhofen an der Ilm, wurde um 1752 errichtet. Der Pfarrhof am Stadtplatz 7/7a ist ein geschütztes Baudenkmal.
Das Pfarrhaus ist ein zweigeschossiger, giebelständiger Satteldachbau mit barockem Schweifgiebel auf Eckpilastern. Das Nebengebäude, das ehemalige Kaplanhaus, ist ein zweigeschossiger, traufseitiger Satteldachbau mit Eckrustika aus dem 18./19. Jahrhundert.
Die verputzte Hofmauer mit rundbogiger Durchfahrt stammt vermutlich ebenfalls aus dem 18./19. Jahrhundert.
Der große Stadel wurde abgerissen, um dem neuen Pfarrzentrum Platz zu machen.